# Leichtflugtechnik Union
Die Leichtflugtechnik Union (LFU) war ein 1963 gegründetes Gemeinschaftsunternehmen zur Entwicklung eines Kunststoff-Flugzeugs der Partner Bölkow, Pützer und Rhein-Flugzeugbau.

## Unternehmensgeschichte
Aus der bereits seit 1958 bestehenden Zusammenarbeit der Alfons Pützer KG und der Bölkow Apparatebau Nabern GmbH bei Fragen zur Verwendung von Kunststoffen im luftfahrttechnischen Bereich schlug der Bölkow-Ingenieur Erich Ufer 1960 den Bau eines Motorreiseflugzeugs in Vollkunststoffbauweise vor.

### Studiengruppe für Leichtflugzeugbau
Alfons Pützer und Ludwig Bölkow gründeten daraufhin die Studiengruppe für Leichtflugzeugbau. Im Rahmen der Studiengruppe übernahm die Pützer Kunststofftechnik GmbH & Co KG zunächst werkstoff- und betriebsmittelseitige Fragestellungen, während die Bölkow Apparatebau Nabern GmbH die flugzeugseitige Auslegung wahrnahm. Auf Basis eines konventionellen Entwurfs von Hermann Mylius entstand in der Studiengruppe der Entwurf eines zweisitzigen Reiseflugzeugs mit zwei zusätzlichen, hinteren Behelfssitzen unter der Bezeichnung Bölkow-Pützer B.P. 205. Die Pützer Kunststofftechnik beauftragte bei der Alfons Pützer KG 1962 den Bau einer 1:1-Attrappe der B.P. 205 in Holzbauweise.
Zur Finanzierung des Baus der B.P. 205 beantragte die Studiengruppe 1962 Fördermittel vom Bundesverteidigungsministerium. Zur gleichen Zeit beschäftigte sich auch Hanno Fischer bei der Rhein-Flugzeugbau GmbH (RFB) mit dem Einsatz von Kunststoffen im Luftfahrzeugbau. Da sich auch RFB um öffentliche Fördermittel für seine Forschungsvorhaben beim Wirtschaftsministerium des Landes NRW und beim Bundesverteidigungsministerium bemühte, wurde die Studiengruppe auf Anregung der Ministerien 1962 um Rhein-Flugzeugbau erweitert. Erich Ufer, Alfons Pützer, Ludwig Bölkow und Hanno Fischer formulierten daraufhin ein gemeinsames Forschungsprogramm zur Entwicklung eines Motorreiseflugzeugs in Vollkunststoffbauweise.

### Leichtflugtechnik Union GmbH
Da die Studiengruppe keine verbindliche Rechtsform als Antragsteller darstellte, gründeten die drei beteiligten Unternehmen am 16. Januar 1963 in Bonn die Leichtflugtechnik Union GmbH (LFU) mit einem Firmenkapital von 21.000 DM. Die Eintragung in das Handelsregister der Stadt Bonn erfolgte am 11. April 1963 unter der Nummer HRB 480. Sitz des Unternehmens war das Verbindungsbüro der Bölkow GmbH in Bonn in der Adenauerallee 68. Die Geschäftsleitung wurde von Richard Schreiber für die Bölkow GmbH und dem RFB-Geschäftsführer Theo Meyenburg sowie Alfons Pützer wahrgenommen. Erich Ufer und Hanno Fischer übernahmen die Aufgaben als Technische Leiter des Herstellerbetriebs LFU.
Zur Steuerung des Unternehmens wurde ein Beirat gegründet, dem das Bundesverteidigungsministerium als Geldgeber, sowie die Deutsche Forschungsanstalt für Luftfahrt (DFL), die Technische Universität Braunschweig und für zulassungsrechtliche Fragestellungen die Prüfstelle für Luftfahrzeuge (PfL) angehörten. Die Leichtflugtechnik Union GmbH verfügte über keine eigenen Entwicklungs- oder Produktionseinrichtungen, sondern vergab die notwendigen Arbeiten an die an ihr beteiligten Partnerunternehmen Bölkow GmbH, Pützer Kunststofftechnik und RFB. Gegenüber Geldgebern und Luftfahrtbehörde nahm die LFU allerdings die übergeordnete Rolle des Herstellerbetriebs für die inzwischen als LFU 205 bezeichnete Vollkunststoffmaschine ein, die von verschiedenen Bundes- und Landesministerien inzwischen mit 3 Mio. DM gefördert wurde.
In fast fünfjähriger Arbeit entstand über die LFU koordiniert bei den drei Partnerunternehmen das weltweit erste Motorreiseflugzeug in Vollkunststoff-Bauweise, das im März 1968 zum Erstflug startete. Nach dem erfolgreichen Erstflug und der nachfolgenden Erprobung wurden in den folgenden Jahren die für die Zulassung notwendigen Nachweise durch die LFU erstellt. Am 16. März 1977 erteilte das Luftfahrt-Bundesamt mit dem Gerätekennblatt 665/SA die endgültige Musterzulassung für die LFU-205.

### Auflösung
Mit der Musterzulassung der LFU-205 endete die Zusammenarbeit der Partnerunternehmen innerhalb der LFU. Das Unternehmen wurde am 6. Juni 1984 aus dem Handelsregister der Stadt Bonn gelöscht. Die Herstellerverantwortung übernahm der MBB-Konzern, in dem die Bölkow GmbH inzwischen aufgegangen war. Sie endete mit der Stilllegung der LFU-205 im Jahr 2017.

## Flugzeug-Produktion
Die LFU und ihrer Vorläuferorganisation unterhielten keine eigenen Produktionseinrichtungen.
Die Baugruppenfertigung erfolgte bei Pützer Kunststofftechnik GmbH & Co KG (Leitwerk), Bölkow GmbH (Rumpf) und Rhein-Flugzeugbau (Tragflächen).
Für die Endmontage und Zulassung war die Bölkow GmbH verantwortlich.
- Bölkow-Pützer B.P. 205 – projektiertes 2+2-sitziges Vollkunststoff-Motorreiseflugzeug von 1962, 1 Holz-Attrappe
- LFU 205 – viersitziges Vollkunststoff-Motorreiseflugzeug von 1968, 1 Prototyp

Überlegungen zum Serienbau der Bölkow Bo 211 bei LFU wurden im frühen Stadium wieder aufgegeben.